# Friedrich Bidder
Georg Friedrich Karl Heinrich Bidder (ur. 9 listopada 1810 w Gut Laudoh, zm. 22 sierpnia 1894 w Dorpacie) – niemiecki fizjolog i anatom.
Studiował na Uniwersytecie w Würzburgu oraz Uniwersytecie w Lipsku. Tytuł doktora medycyny otrzymał na Uniwersytecie w Dorpacie w 1834. W 1842 roku otrzymał katedrę anatomii na Uniwersytecie w Dorpacie, a od 1843 roku wykładał także fizjologię. W latach 1858–1865 był rektorem uczelni. Był członkiem korespondentem (1857) i członkiem honorowym (1884) Petersburskiej Akademii Nauk.
Bidder prowadził badania nad odżywianiem i czynnością żołądka. Między 1847 i 1852 razem z Carlem Ernstem Heinrichem Schmidtem prowadził badania nad fizjologicznymi i chemicznymi mechanizmami trawienia. Wspólnie z Alfredem Wilhelmem Volkmannem badał układ nerwowy współczulny, a we współpracy z Karlem Wilhelmem von Kupfferem zajmował się badaniami nad rdzeniem kręgowym. Nazwisko Biddera upamiętniają eponimy anatomiczne: zwoje Biddera to zwoje nerwowe znajdujące się w dolnej części przegrody przedsionka serca; narządy Biddera to narządy występujące przy gonadach samców i samic ropuch.
Synami Friedricha Biddera byli Ernst Friedrich Bidder (1839–1902), ginekolog, i Alfred Bidder (1844–1905), również lekarz.

## Wybrane prace
- De graviditatis vi medicatrice (1834)
- Beiträge zur Kenntniss der Wirkungen des Nervus laryngeus superior (1865)
- Beobachtung doppelsinniger Leitung im N. lingualis nach Vereinigung desselben mit dem N. hypoglossus (1865)
- Erfolge von Nervendurchschneidung an einem Frosch (1865)
- Zur näheren Kenntniss des Froschherzens und seiner Nerven (1866)
- Blicke auf die Geschichte und den gegenwärtigen Zustand des Dorpater Hülfsvereins (1872)
- Das Fischleben in unseren Gewässern (1878)